# Elisa Biagini
Elisa Biagini (Firenze, 1970) è una poetessa e traduttrice italiana.

## Biografia
Elisa Biagini vive a Firenze, dopo alcuni anni trascorsi negli Stati Uniti per studi. Ha pubblicato su numerose riviste, tra cui Nuovissima poesia italiana e Parola plurale. Nel 2013 con The guest in the wood (New York, Chelsea Editions, 2013; edito precedentemente in Spagna ), una selezione di versi tradotti in inglese da L'ospite e Nel bosco, ha vinto il Best Translated Book Award 2014 .
Ha partecipato e partecipa a numerosi festival in Italia e all'estero, tra cui Festivaletteratura di Mantova, RomaPoesia, Struga Poetry Evenings, Dubai International Poetry festival.
Traduce poesia americana. Nel 2006 ha curato per Einaudi il volume Nuovi poeti americani. Insegna scrittura creativa, Storia dell'Arte e collabora con La Repubblica.

## Elenco delle opere

### Poesia
- Questi nodi, Gazebo Edizioni 1993
- Uova, Zona Edizioni 1999
- Corpo Cleaning the House, Emilio Mazzoli Editore, 2003
- L'ospite, Einaudi 2004 [3]
- Acqua smossa, Lietocolle 2005
- Nel bosco, Einaudi 2007
- Da una crepa, Einaudi 2014, Premio Marazza 2015
- Filamenti, Einaudi, 2020
- L'intravisto, Einaudi, 2024, candidato al Premio Strega Poesia 2025

### Traduzioni
- Non separare il no dal sì. Scelta di poesie di Paul Celan (testo tedesco a fronte). Ponte alle Grazie, 2020. ISBN  978-88-333-1565-2